# Aquí comeza o mar
Aquí comeza o mar es una novela escrita en gallego por la autora coruñesa Blanca Riestra, publicada en 2021 por la editorial Galaxia. La obra fue galardonada con el XL Premio de Novela Eduardo Blanco Amor, uno de los reconocimientos más prestigiosos de la literatura gallega.
La novela está ambientada en La Coruña durante los años ochenta y ofrece un retrato coral de la ciudad a través de una crónica de sociedad que mezcla memoria personal, ficción y reflexión generacional. Su autora la define como «una reflexión propia sobre la evolución de una generación, del entorno, del género, de un país y de una lengua que es un lujo y un privilegio».

## Argumento
Narrada desde la perspectiva de una mujer que rememora su juventud en La Coruña, la novela se adentra en los contrastes sociales, culturales y políticos de la ciudad en los años 80. A través de personajes ficticios y reales —como Paco Vázquez, Amancio Ortega, Xurxo Souto o Lois Pereiro—, se reconstruye un paisaje urbano marcado por el auge de la movida coruñesa, el declive de ciertos ideales colectivos y la transformación social derivada del éxito económico posterior.
La Coruña se convierte en un personaje más del relato: una ciudad portuaria, ambigua, con una mezcla de autodestrucción y creatividad, descrita como excéntrica y contradictoria.

## Temas
La obra trata temas como la memoria, la identidad, el desencanto generacional, el bilingüismo gallego-castellano y el papel de la mujer en una sociedad en transformación. También se abordan cuestiones como la tensión entre clases sociales, el franquismo residual, la gentrificación y el cambio en la mirada urbana tras la irrupción de Inditex.

## Recepción
Aquí comeza o mar recibió una acogida positiva en el ámbito gallego, especialmente por parte de lectoras y lectores que vivieron o se sienten interpelados por la época que retrata. La crítica valoró su estilo evocador y la capacidad de Riestra para construir una narrativa coral. Sin embargo, también recibió críticas más duras, como la del blog Ferradura en tránsito, que la tildó de superficial en algunos enfoques, y de ofrecer una visión parcial y elitista de la cultura gallega.

## Edición
La novela fue publicada en gallego por Editorial Galaxia en 2021. Su autora ha manifestado su intención de traducirla también al castellano, destacando que la elección del gallego para esta obra fue una decisión natural, ya que el tema exigía esa lengua.